# RIビーム
RIビーム（あーるあいびーむ）とは、不安定な放射性同位体である不安定核のビーム。不安定核は、粒子加速器で加速した重イオン粒子を標的原子核にぶつけて壊す核破砕反応によって作り、これを選別して使う。

## 概要
核破砕反応によって生成した放射性同位体の破砕片はいろいろな方向にばらばらの速度で飛んでいくが、その中からある特定の種類で特定の方向・運動量・速度を持つ破砕片を選び取り出すことによって純度の高いRIビームを得る。ちなみにビームとは方向と速さのそろった粒子の流れだと思えばよい。
放射性同位体はその多くが非常に短寿命でありその性質を測定するのは困難である。しかし、ビームの状態で扱うことによって、特殊相対論的効果により実験室系からみた寿命が延びる。極端に短寿命な核の性質を調べるためにはRIビームの技術は不可欠である。
RIビームの生成法には、重イオン線をベリリウムのようなターゲットに照射し、核破砕や飛行核分裂を起こしてほぼ入射時と同じ速度で出てきたビームを使うインフライト型不安定核分離装置と、分厚いターゲットに陽子線や重イオン線を照射して止め、核破砕等を起こしたターゲットのほぼ静止した不安定核をイオン化して使うオンライン同位体分離装置がある。
前者は高エネルギーの幅広い不安定核を化学的性質によらず得ることができ、ビーム生成が速いことが利点である。後者はエネルギー分解能、角度分解能のの高い、高純度で高強度で低エネルギーのビームを生成可能であることが利点である。
前者の装置の例としては、ローレンス・バークレー国立研究所のBEVALAC（廃止済）、GANILのLISE、ミシガン州立大学（MSU）のA1200、重イオン研究所（GSI）のFSI、理化学研究所のRIビームファクトリーのRIPSおよびBigRIPSがあり、MSUではFRIB、GSIではFAIR等の建設が進んでいる。
後者の装置の例としては欧州原子核研究機構のISOLDEや、GANILのSPIRAL、TRIUMFのISAC-I,IIがある。
RIビームの利用にあたってはその純度を保証することが必要である。運動量の選別は磁場中でのローレンツ力による曲がり方が運動量によって決まることを利用する。核破砕反応の入射ビームは加速器の構造上間欠的なパルスとなって入射するので、破砕片の進路にタイミングよく開閉するスリットを設けることによって速度を選別することができる。このような工夫によってRIビームの純度を10％程度まで上げることが可能であるがビームの強度は入射粒子の数千分の一以下となる。したがって、このような目的で用いる入射ビームには何よりも大強度であることが要求される。
RIビームを用いた実験としては、固定された水素或いはヘリウムなどの軽元素の原子核に対してRIビームを入射、衝突させるインバースカイネマティクスの実験や、ストレージリングに蓄えて電子ビームと干渉させる実験などが考えられる。
これらの実験によって得られる知見は、単に特定の放射性同位体の性質を知るということにとどまらない。宇宙の元素合成過程では不安定原子核を経由する反応であるr過程等が重要であったと考えられるので、現在の宇宙のありようを説明するためにはこのような実験を行うことが不可欠なのである。